# تپه قدیمی کلیل‌آباد
تپه قدیمی کلیل آباد مربوط به دوره ساسانیان - سده‌های اولیه دوران‌های تاریخی پس از اسلام است و در شهرستان ملایر، بخش سامن، دهستان حرم رود سفلی، روستای کلیل آباد واقع شده و این اثر در تاریخ ۲۵ آبان ۱۳۸۷ با شمارهٔ ثبت ۲۳۷۰۴ به‌عنوان یکی از آثار ملی ایران به ثبت رسیده است.